# Juan Vigón
Juan Vigón Suero-Díaz (Colunga, 30 de octubre de 1880-Madrid, 25 de mayo de 1955) fue un militar español, de ideología monárquica, católico, y que fue elegido por Alfonso XIII para educar a sus hijos.
Uno de los creadores de la fuerza militar que hizo posible al bando sublevado ganar la Guerra civil iniciada tras el fracaso del Golpe de Estado contra la II República. Al término de la misma, ocupó importantes cargos, presidente de la Junta de Energía Nuclear y del Instituto Nacional de Técnica Aeronáutica, formando parte del gobierno del régimen franquista.

## Biografía

### Primeros años
Nació el 30 de octubre de 1880 en Colunga, provincia de Oviedo. De 1906 a 1909 desarrolló sus estudios de Estado Mayor en la Escuela Superior de Guerra, realizando las prácticas en la ciudad de Ceuta. En 1916 fue destinado al Regimiento de Ingenieros de esta ciudad, en el que ejecuta diversos trabajos de campaña, consistentes en la construcción de una serie de caminos cuyo objeto era facilitar la defensa de la ciudad e indirectamente facilitar transporte y comercio.
Destinado en el Regimiento Mixto de Ingenieros de San Sebastián se le nombró caballero de la Orden Civil de Alfonso XII como recompensa por un trabajo histórico acerca de las fortificaciones y sitio de esta ciudad en 1913.
Durante la guerra del Rif, vuelve a Marruecos, y gracias a su brillante actuación en el asalto a Cudia Seriya obtuvo la Cruz del Mérito Militar.
Desde su nombramiento el 20 de agosto de 1917, ejerció de profesor de la Academia de Ingenieros de Guadalajara, impartiendo las asignaturas de Arte Militar, Comunicaciones Militares, Geografía Militar e Historia Militar. Ascendido a Comandante impartió docencia en la Escuela Superior de Guerra desde 1918 a 1921, cuando fue nombrado ayudante del Rey.

### Ayudante del rey
Fue el hombre elegido por Alfonso XIII para educar a sus hijos al apreciar en su persona cualidades convenientes, permaneciendo en el cargo desde noviembre de 1925 hasta 1930:

«.... Para elegir a un Ayudante puede haber razones de amistad o de simple simpatía, que pueden no tener nada que ver con la categoría humana e intelectual del elegido. Ahora bien, cuando se trata de la educación de un hijo las dos primeras condiciones han de ser su probidad moral y su gran capacidad intelectual ..»

### Segunda República
En 1931, tras la proclamación de la Segunda República, por su sentimiento monárquico dejó el ejército acogiéndose a la Ley Azaña.  Participa en la columna de fuerzas navarras mandadas por el coronel Solchaga contra la Revolución de Asturias en octubre de 1934 con una discreta pero decisiva actuación en la recuperación militar de la ciudad de Oviedo. Después, como teniente coronel retirado se reintegró a su residencia en Caravia.
Destacado miembro, junto con su hermano Jorge, de la Unión Militar Española fundada a raíz del 10 de agosto y considerada la versión derechista de las Juntas de Defensa.

### Guerra Civil
A primeros de marzo de 1936 se encuentra en Argentina donde tenía intereses familiares, y en poco más de veinte días, incluido el viaje por mar, se trasladó a Burgos, donde fue nombrado Jefe de Estado Mayor de la columna del coronel Beorlegui, que se dirigía a Irún y San Sebastián. A lo largo de toda la guerra continuó en su discreta, pero decisiva tarea de “Superjefe” del Estado Mayor del general Dávila o del general Franco. Como jefe de Estado Mayor de las Brigadas de Navarra elaboró un sugestivo plan de acción dedicado a explotar la debilidad del enemigo, su separación en dos zonas, atacando Vizcaya primero, para seguir después sobre Santander y acabar sobre Asturias. Más tarde en 1936, en los reconocimientos previos al ataque al Cinturón de Hierro de Bilbao:

«.... El Coronel Vigón aconsejó. No era jefe, ni aun jefe de Estado Mayor ... Era sólo —como él decía a quién le preguntaba— “Juan Vigón” ..»

Cuando en marzo de 1937 fracasa la ofensiva sobre Madrid tras la derrota de Guadalajara, consigue convencer a Franco gracias a su insistencia sobre dos temas: la autonomía de los voluntarios italianos (CTV) y el abandono de la obsesión por conquistar Madrid.

«.... Al convencerse de ello, gracias en parte a la insistencia  de los generales Juan Vigón y Kindelán, Franco decide, en primer término, cancelar la relativa autonomía del CTV , al que desde entonces integrará plenamente en su ejército y, en segundo lugar abandonar la obsesión por Madrid  y volver todas sus fuerzas de maniobra y reservas sobre la subzona republicana  del Norte. Esta acertadísima decisión tomada después de las amarguras del Jarama  y Guadalajara, le valdría la conquista definitiva de la  superioridad material y estratégica y con ellas de la victoria. Es la decisión militar más importante en toda la guerra de España y en toda la vida castrense de Franco.»

Por su dirección de la ofensiva desde la línea del Deva a la ocupación de Gijón obtiene la Medalla Militar  y su ascenso a General. Finalizada la campaña del Norte organiza, como Jefe de Estado Mayor, el Ejército del Centro cuyo Cuartel general se encontraba en Medinaceli, agrupando una masa de maniobra muy fuerte formada por las unidades que habían actuado en el Norte, las de África y los italianos. El duque de la Torre, compañero de armas y jefe de la artillería le consideraba «Super Jefe de Estado Mayor», con el encargo de auxiliar y, aún de suplir —en caso necesario— a su inmediato superior.
La ocupación republicana de Teruel hace que se reconstruya el Ejército del Norte, donde fue destinado interviniendo en las batallas de Alfambra, Aragón, Ebro y la ofensiva de Cataluña, operación tras la cual desaparece este ejército, quedando agregado al Cuartel General hasta el final de la guerra.

### Franquismo
Cuando el 9 de agosto de 1939 el gabinete de guerra fue sustituido por un nuevo gobierno, los tres sectores de las Fuerzas Armadas pasan a contar con su propio ministerio. Para asegurar la coordinación entre las tres armas fue establecido un Alto Estado Mayor, cuyo jefe adquiría, por esta causa, extraordinario relieve. El nombrado fue Juan Vigón, y cuando este sustituyó a Yagüe como ministro del Aire el cargo recayó en Francisco Martín-Moreno Vigón ocupó el cargo hasta el 20 de julio de 1945, cuando fue sustituido por el también general Eduardo González Gallarza.

#### Segunda Guerra Mundial
A Juan Vigón se le encomendó la primera acción de tanteo, destinada a alinear de manera más completa a España con el III Reich, debiendo explicar los problemas militares. El 3 de junio de 1940 aprovechando su viaje oficial a Alemania, Franco le confió personalmente la entrega a Hitler de una carta felicitándole por «los éxitos conseguidos, excusándose por no declarar la guerra, ya que si lo hiciera, los aliados no tardarían en apoderarse de Canarias». Juan Vigón anunció, por primera vez, el deseo que tenía España de controlar todo Marruecos.

«.... ese mismo día, en un castillo belga, Adolfo Hitler, exultante de gozo, recibía la visita del enviado especial de Franco, Juan Vigón –monárquico católico como le describían sus propios servicios de información, portador de la carta del 3 de junio. Ante el dueño de Europa, el general español tenía que desplegar, por primera vez, el juego peligroso de las demandas en dos aspectos, las de las reivindicaciones territoriales que condujesen a un planteamiento nuevo en las esferas de influencia en el Mediterráneo y en África, y el de las grandes necesidades de armas, vehículos, carburantes  y víveres... Por primera vez Vigón recibió de Hitler una declaración en forma: Alemania quería que España entrase en guerra contribuyendo a este modo a la edificación de la nueva Europa.»

Desde la experiencia de su entrevista con Hitler, sugiere a Franco la necesidad de ofrecer apoyo al Mariscal Petain para que Francia puede conservar sus colonias ambicionadas por la Italia de Mussolini. Dos días más tarde es nombrado Ministro del Aire tras la destitución de Yagüe, cabeza del sector germanófilo que proponía imponer un cambio de Régimen y propiciar la entrada de España en la guerra. Los días 30 de junio y 20 de julio de 1940 celebró sendas entrevistas a solas con el almirante Wilhelm Canaris, donde trataron algunos detalles de la Operación Félix, siéndole ofrecidos paracaidistas alemanes para el asalto a Gibraltar. El ministro español le explicó que España no había hecho el menor preparativo al respecto. Tanto Juan Vigón como Carlos Martínez Campos le señalaron que la única situación en la que Franco permitiría la entrada de contingentes alemanes sería en caso de invasión aliada directa.
Cuando Franco abandona el territorio español para entrevistarse en Bordighera con Benito Mussolini, entrega plenos poderes a un triunvirato formado por José Enrique Varela, Juan Vigón y Esteban Bilbao, todos monárquicos, tradicionalistas, y no germanófilos. Si algo imprevisto sucedía, España debía ser conducida por ellos a la resistencia contra los alemanes.
De cara al conflicto bélico fue partidario de realizar acciones políticas compatibles con la neutralidad de cara a evitar la entrada en guerra de los Estados Unidos, renunciar a las pretensiones en el Marruecos francés y mantener abiertas las rutas comerciales. Estos criterios eran sostenidos por el Ejército y fueron expuestos por escrito al dictador.

«....En reunión de Consejo de Ministros, Serrano Súñer explicó cuáles eran sus proyectos de réplica a la maniobra de Darlan: España debía unirse más estrechamente a Italia para resistir las presiones alemanas y francesas y para asegurarse una parte decisiva en el norte de África. Pero el general Vigón, ministro del Aire, calificó la propuesta de descabellada: convertirse en satélite de Italia no remediaba nada y, en cambio, podía provocar el bloqueo británico, que nos empujaría a la guerra en la que, sin dudarlo, seguiríamos la misma suerte que los italianos en Abisinia o en Grecia, concluía Vigón, no debe dejarse arrastrar por nadie a la guerra.»

#### Político monárquico

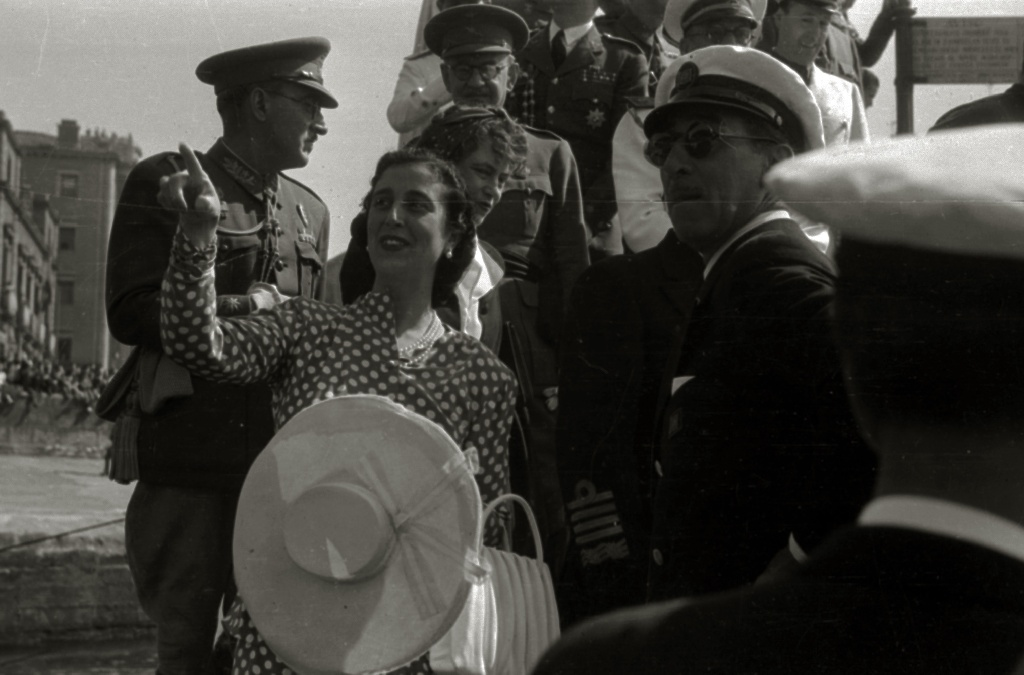
Acompañando a Carmen Polo junto a otras autoridades en un viaje de Franco a San Sebastián en 1941.

En la primera reunión del Consejo de Ministros celebrada el 29 de julio de 1941, Juan Vigón planteó la necesidad a Franco de nombrar un presidente del Gobierno.
Cuando los alemanes tuvieron conocimiento de la intención de Franco de restaurar la monarquía, Von Ribbentrop invita particularmente al ministro del Aire, considerado portavoz de don Juan. Serrano Súñer se opuso, y Vigón tuvo que rechazar la invitación de su colega Goering.
1943 es el año de las impaciencias monárquicas. Juan Vigón fue quizás el más caracterizado de los miembros militares de Renovación Española que mantuvieron siempre su fidelidad a Franco, lo mismo que otros muchos monárquicos. Coincidiendo con la caída de Mussolini, el 23 de julio de 1943, la prensa internacional anunciaba la constitución en España de un directorio militar que pudiese restaurar la monarquía, figurando muchos generales, entre ellos Juan Vigón. En los sectores tradicionalistas causó alarma el posible retorno a la monarquía liberal de 1874, y diecisiete figuras prominentes del carlismo elaboraron y firmaron un manifiesto que, por medio del general Vigón, llegó a manos de Franco.

#### Acuerdos con los Estados Unidos
Tras la victoria electoral de Eisenhower el 22 de abril de 1953, se alcanzó un acuerdo militar negociado en sus aspectos militares por Juan Vigón y el general norteamericano August W. Kissner en sus aspectos militares. Este acuerdo supuso el abandono de la tradicional neutralidad española —considerada entonces superflua— de producirse una guerra entre Estados Unidos y la Unión Soviética.

### Marqués de Vigón
Posteriormente ascendió a teniente general y pasó a ocupar la presidencia de la Junta de Energía Nuclear y del Instituto Nacional de Técnica Aeronáutica, cargos que desempeñó hasta su muerte en 1955. Mantuvo siempre su fidelidad a Franco, quien le recompensó con el título nobiliario de marqués de Vigón en 1955, tras su fallecimiento.

## Imputación póstuma por crímenes contra la humanidad y detención ilegal
En 2008, fue uno de los treinta y cinco altos cargos del franquismo imputados por la Audiencia Nacional en el sumario instruido por Baltasar Garzón por los presuntos delitos de detención ilegal y crímenes contra la humanidad que supuestamente habrían sido cometidos durante la guerra civil española y los primeros años del régimen de Franco. El juez declaró extinguida la responsabilidad criminal de Vigón cuando recibió constancia fehaciente de su fallecimiento, acaecido más de cincuenta años antes. La instrucción de la causa fue tan polémica que Garzón llegó a ser acusado de prevaricación, juzgado y absuelto por el Tribunal Supremo.

## Escritos
Fue autor de un Manual de Fortificación y de otros trabajos científicos sobre asuntos militares.

## Reconocimientos
- Medalla Militar (1937)[37]
- Gran Cruz de la Orden de Isabel la Católica (1941)[38]
- Gran Cruz de la Orden de San Hermenegildo (1941)[39]
- Gran Cruz de la Orden del Mérito Militar (1943)[40]
- Gran Cruz de la Muy Distinguida Orden de Carlos III (1945)[41]
- Gran Cruz (con distintivo blanco) de la Orden del Mérito Aeronáutico (1947)[42]
- Gran Cruz de la Orden de Alfonso X el Sabio (1952)[43]